# SN 2006gy
SN 2006gy je supernova (včasih obravnavana kot hipernova), odkrita okoli 18. septembra 2006. Prvi so jo opazovali astronomi Rentgenskega observatorija Chandra (CXC), Lickovega observatorija in Observatorija Keck. NASA in več astronomov je 7. maja 2007 objavila prvo podrobno analizo dogodka.
SN 2006gy je eksplodirala v oddaljeni spiralni galaksiji NGC 1260, okoli 238 milijonov svetlobnih let (72 megaparsekov) stran. Supernova naj bi imela nenavadno veliko energije, kar nakazuje, da je nastala iz zelo velike zvezde z okoli 150 Sončevih mas.
Čeprav je bila supernova svetlejša kot SN 1987A, ki je bila dovolj močna za pogled s prostim očesom, je SN2006gy predaleč da bi jo videli brez daljnogleda.